# Angelika Neuhold
Angelika Neuhold (* 23. November 1980 in Feldbach) ist eine österreichische Politikerin der Österreichischen Volkspartei (ÖVP) und Diätologin. Sie war von 2010 bis 2012 Abgeordnete zum Steiermärkischen Landtag.

## Politik
Neuhold war von 21. Oktober 2010 bis 16. Jänner 2012 Abgeordnete im Steiermärkischen Landtag. Sie übernahm das Mandat von Walburga Beutl, die mit Ende der Legislaturperiode in Pension ging. Dort war sie Jugendsprecherin der ÖVP. Ihre erste Wortmeldung gab sie am 23. November 2010 zum Thema „Richtlinien für gesunde Schulbuffets“.

## Ausbildung und Beruf
Von 1995 bis 2000 besuchte Neuhold die Höhere Technische Bundeslehranstalt Graz, Abteilung Raum und Design. Von 2000 bis 2003 absolvierte sie ein Studium der Diätologie an der Akademie für den Diät- und ernährungsmedizinischen Beratungsdienst in Graz, das sie mit der Diplomarbeit „Einflussfaktoren auf die Körperzusammensetzung von adipösen Jugendlichen (Ernährung, Bewegung, Soziales Umfeld)“ abschloss. Seit 2013 besucht sie den Universitätslehrgang MSc-Coaching, Personalentwicklung und Organisationsentwicklung beim ARGE Bildungsmanagement in Wien.
Im November 2006 gründete Neuhold in Feldbach eine ernährungsmedizinische Praxis. Später übersiedelte sie mit dieser nach Wien. Ihre Schwerpunkte sind ernährungsmedizinische Beratungen im sportmedizinischen Bereich und in der Prävention für ernährungsmedizinische Erkrankungen sowie diätologische Beratungen in der Adipositastherapie. Zudem ist sie Expertin für Brain food, die Ernährung für geistige Leistungsfähigkeit.
Ihr Wissen gibt sie in Fachvorträgen in der Erwachsenenbildung, als Trainerin in der betrieblichen Gesundheitsförderung und durch journalistische Tätigkeiten weiter.

## Privates
Neuhold stammt aus Raning bei Gnas. Sie interessiert sich für Malerei, Möbeldesign und Innenarchitektur des 19., 20. und 21. Jahrhunderts. Ihre Hobbys sind Segeln, Wandern, Schifahren, Yoga und Laufen.